# Legea Autorității Executive în Relațiile Externe din 1936
Legea Autorității Executive din 1936 (nr. 58/1936) a fost o lege emisă de Oireachtas (parlamentul irlandez). Actul, promulgat la 12 decembrie 1936, a fost unul dintre cele două adoptate în grabă ca urmare a crizei abdicării lui Edward al VIII-lea⁠(d) pentru a reduce drastic rolul Coroanei⁠(d). Este uneori denumită Legea relațiilor externe.

## Contextul și prevederile
În conformitate cu Constituția Statului Liber Irlandez,⁠(d) așa cum a fost adoptată inițial, regele era învestit cu autoritatea executivă a Statului Liber Irlandez. Ea urma a fi exercitată de guvernatorul general⁠(d) în calitate de reprezentant al Coroanei. Dar alegerile generale irlandeze din 1932⁠(d) au fost câștigate de Fianna Fáil, partid condus de Éamon de Valera și de alți republicani⁠(d) care se opuneau elementelor monarhice din constituție, iar o parte a programului lor urmărea să reducă rolul și vizibilitatea monarhului în viața politică irlandeză.
După semnarea de către regele Edward al VIII-lea a unui instrument de abdicare⁠(d) la 10 decembrie 1936, Oireachtasul Statului Liber Irlandez⁠(d) a promulgat Legea Constituțională (Amendamentul nr. 27) din 1936⁠(d) care desființa funcția de guvernator general, astfel încât, ulterior, competențele Consiliului Executiv al Statului Liber Irlandez⁠(d), în ceea ce privește chestiunile interne, au încetat să se mai exercite în numele regelui. Coroana a fost astfel abolită în ce privește guvernarea internă, dar articolul 51 al amendamentului permitea Consiliului Executiv să facă uz, în scopul relațiilor externe, de „orice organ folosit ca organ constituțional în scopuri similare de [alte națiuni ale Commonwealth-ului]”.
Legea Autorității Executive din 1936 a fost adoptată a doua zi pentru a pune în aplicare această prevedere. Acesta prevedea că trebuie numiți reprezentanți diplomatici și consulari ai Statului Liber Irlandez în alte țări și că acordurile internaționale ale Statului Liber Irlandez să fie încheiate de către rege, acționând cu consultarea⁠(d) Consiliului Executiv (art. 1-2). Astfel, legea păstra Coroana într-o măsură limitată în sfera relațiilor externe.
Mai precis, legea prevedea (art. 3(1)) că:
„întrucât Saorstát Éireann [i.e. Statul Liber Irlandez] este asociat cu următoarele națiuni, anume Australia, Canada, Marea Britanie, Noua Zeelandă și Africa de Sud [pe atunci dominioane în cadrul Commonwealth-ului], și întrucât regele recunoscut de aceste națiuni ca simbol al cooperării lor continuă să acționeze în numele fiecăreia din aceste națiuni (cu consultarea guvernelor lor separate) pentru scopul numirii de reprezentanți diplomatici și consulari și pentru încheierea de acorduri internaționale, regele astfel recunoscut poate, și este prin prezenta lege autorizat, să acționeze în numele Saorstát Éireann în aceste scopuri așa cum și atunci când este consiliat de Consiliul Executiv să o facă.”
În acest mod, se prevedea în mod explicit că atâta timp cât Statul Liber Irlandez este asociat cu membrii Commonwealth-ului Britanic și atâta timp cât membrii Commonwealth-ului continuă să-l recunoască pe rege ca simbol al relației lor speciale, iar regele acționează în numele lor în sfera afacerilor externe, regele va continua să acționeze și în relațiile externe ale Statului Liber Irlandez. Sensul acestei prevederi era o chestiune de considerabilă incertitudine.